# Ростовская оборонительная операция
Ростовская оборонительная операция — оборонительные действия войск Южного фронта с 5 по 16 ноября 1941 года, часть Донбасско-Ростовской стратегической оборонительной операции Великой Отечественной войны.

## Военно-оперативная ситуация
Потерпев тяжелое поражение в Донбасской оборонительной операции в октябре 1941 года, войска советского Южного фронта (командующий генерал-полковник Я. Т. Черевиченко) к началу ноября 1941 года отошли на рубеж Дебальцево — Большекрепинская — Хапры. На этом рубеже спешно закреплялись сильно ослабленные армии фронта: 12-я армия (генерал-майор К. А. Коротеев), 18-я армия (генерал-майор В. Я. Колпакчи), 9-я армия (генерал-майор Ф. М. Харитонов).
Все армии имели большой некомплект личного состава и особенно — в технике. После тяжелого поражения в Донбасской операции они требовали значительного пополнения, но все советские резервы направлялись под Москву и на формирование резервных армий.
Поскольку Ростов-на-Дону оставался главной целью немецкого наступления, на подступах к городу была развёрнута 56-я отдельная армия (генерал-лейтенант Ф. Н. Ремезов), которая спешно создавала Ростовско-Новочеркасский укреплённый район и отвечала за непосредственную оборону Ростова.
Командование группы армий «Юг» (генерал-фельдмаршал Гердт фон Рундштедт) после короткой паузы для подтягивания тылов готовилось возобновить операцию по овладению Ростовом. Однако, получив разведданные об укреплении советской обороны на кратчайшем пути к Ростову вдоль железной дороги Таганрог — Ростов-на-Дону по побережью Азовского моря, оно решило изменить направление главного удара и осуществить глубокий охватывающий маневр с севера и северо-востока, через Дьяково, Шахты, Новочеркасск. В случае успеха в окружение северо-западнее Ростова попадали бы войска 9-й и 56-й отдельной армий. Затем планировалось частью сил 1-й танковой армии повернуть на север и совместно с войсками 17-й армии замкнуть новое кольцо окружения в районе Ворошиловграда для полного окружения и ликвидации всего Южного фронта в восточной части Донбасса.
Кроме того, 1-я танковая армия (генерал-полковник Эвальд фон Клейст) должна была захватить плацдарм на южном берегу Дона. После этого предполагалось развить наступление на юг и в первую очередь захватить Майкоп и Туапсе с тем, чтобы по нефтепроводу и далее морем направлять нефть на переработку в Румынию. В марте — апреле 1942 года немецкие войска рассчитывали полностью занять Кавказ вплоть до границы с Ираном.
Для проведения операции в восточную часть Донбасса был переброшен 14-й моторизованный корпус (генерал пехоты Густав фон Витерсхайм 1-й танковой армии (14-я и 16-я танковые дивизии, моторизованная дивизия СС «Викинг»). С юга ему содействовал 3-й моторизованный корпус (60-я моторизованная дивизия и моторизованная дивизия СС «Адольф Гитлер»), с севера — 49-й горный корпус (1-я и 4-я горнострелковые дивизии). На юге отвлекающий удар на Ростов по кратчайшему пути наносила 13-я танковая дивизия. Наступление ударной группировки поддерживали войска 17-й немецкой армии и экспедиционный итальянский корпус (генерал Джованни Мессе).
Советскому командованию удалось своевременно вскрыть переброску ударных сил 1-й танковой армии на север, точно определить направление главного удара (в полосе 9-й советской армии) и разгадать немецкие планы. Не имея в своем резерве танковых сил для парирования немецкого удара и не рассчитывая на пополнение своих значительно ослабленных войск, Главнокомандующий войсками Юго-Западного направления Маршал Советского Союза С. К. Тимошенко и Черевиченко сделали упор на изматывание противника упорной обороной. В полосе обороны 9-й армии была построена система противотанковых опорных пунктов и противотанковых районов в районе Дьяково, что стало одним из первых опытов мощной противотанковой обороны в Великой Отечественной войне. Эти пункты взаимно прикрывали огнём друг друга, были эшелонированы в глубину и обеспечивали перекрёстный огонь с нескольких артиллерийских позиций по каждой цели. Выделенный для обороны этих пунктов личный состав пехоты прошёл обкатку танками и был обучен действиям при отражении танковых атак.

## Ход боёв
5 ноября немецкая 1-я танковая армия перешла в наступление в полосе обороны 9-й армии. Внезапности немецкому командованию достичь не удалось, сражение сразу же приняло исключительно ожесточённый характер. На правом фланге 9-й армии, опираясь на противотанковые районы в Дьяково, две советские стрелковые дивизии сковали три дивизии 1-й танковой армии и нанесли им крупный урон. Немецкие танки с огромным трудом медленно продвигались вперёд, штурмуя одну советскую позицию за другой. Части 9-й армии генерала Ф. М. Харитонова сочетали упорную оборону с активными действиями, нанесли три мощных контрудара по вклинившемуся противнику. К исходу 8 ноября за четыре дня боев противнику ценою больших потерь удалось потеснить 9-ю армию на 30—35 километров.
С 11 по 16 ноября немецкие войска продвинулись на новочеркасском направлении ещё на 25 километров. Продвижение на главном направлении на Шахты составило всего 15 километров, на вспомогательном (на Красный Сулин) — немногим более 10 километров, а в отвлекающем ударе на Ростов немецкая 13-я танковая дивизия не продвинулась вообще. Севернее, в полосе 18-й армии, продвижение немецких пехотных дивизий за 12 суток боёв составляло от 2 до 10 километров. За всё время сражения противнику ни разу не удалось прорвать советскую оборону.
Вклинение немецких войск в рубеж советской обороны заставило их растянуть свой северный фланг. Сложилась выгодная для советской стороны конфигурация линии фронта, удобная для нанесения удара во фланг и тыл 1-й немецкой танковой армии. Главнокомандующий войсками Юго-Западного направления С. К. Тимошенко 8 ноября доложил Верховному главнокомандующему И. В. Сталину план наступательной операции с целью разгрома 1-й немецкой танковой армии. Уже 9 ноября Ставка Верховного Главнокомандования приняла решение о подготовке и проведении этой операции. В районе Шахты — Каменск-Шахтинский быстро формировалась и сосредотачивалась ударная сила фронта — 37-я армия.

## Результаты
Обе стороны понесли значительные потери в живой силе, а немецкая сторона — в танках. В результате потерь командованию группы армий «Юг» пришлось вносить коррективы в план дальнейшего наступления, что опять повлекло перегруппировку войск и приостановку наступления. План нового окружения войск Южного фронта был сорван Красной Армией в самом начале.
Под прикрытием упорной героической обороны армий Южного фронта, и прежде всего войск 9-й армии, советское командование произвело перегруппировку своих сил. 15—16 ноября войска 37-й армии выдвинулись из района сосредоточения на линию фронта и заняли исходные рубежи для перехода в контрнаступление на рубеже Ровеньки — Павловка.
Без малейшей оперативной паузы 17 ноября советские войска перешли в наступление — началась Ростовская наступательная операция. В ходе её был переломлен ход сражения на всём южном фланге советско-германского фронта и нанесено наиболее крупное по своим масштабам поражение немецким войскам за всю предшествующую историю Второй мировой войны.